# 中国におけるイスラームの歴史
本項中国におけるイスラームの歴史（ちゅうごくにおけるイスラームのれきし）では、7世紀の中国へのイスラームの流入から21世紀の現代に至るまでの歴史を概観する。
唐宋代にムスリム商人を介して中国に広まったイスラームは元代に大きく躍進した。明代には抑圧を受け、現在まで続く「漢回対立」と呼ばれる漢人とムスリムの対立を生んだが、漢語でのイスラーム解釈が行われ、神秘主義の流入と共に改革が行われた。清代にはムスリムはたびたび反乱を起こした。辛亥革命を経て中華民国の時代になるとイスラームでも改革が行われた。中華人民共和国の時代には反右派闘争や文化大革命などの弾圧を受けたものの、改革・開放政策の下では政府によるモスクの修繕などが行われ、現在に至る。

## イスラームの伝来
| 西暦      | ヒジュラ暦 | 中国の時代・元号 | 出来事                   |
| --------- | ---------- | ---------------- | ------------------------ |
| 570年ごろ |            | 陳・太建2年ごろ  | ムハンマド誕生           |
| 622年     | 元年       | 唐・武徳5年      | ヒジュラ                 |
| 632年     | 10年       | 唐・貞観6年      | ムハンマド死去           |
| 651年     | 29年       | 唐・永徽5年      | アラブの使節が中国に到達 |

中国にイスラームが伝来した年代については下記のように多くの議論があるが、唐の正史である『旧唐書』の玄宗本紀に記されている651年（永徽2年）が定説だとされている。しかし、これには異論も多いため、説のひとつとして記述する。

### 隋の開皇年間とする説
『大明一統志』や、『旧唐書』（巻一九八、大食伝）、『皇明世法録』（巻八十一）、『明史』（巻三百三十二、西域伝）、また、742年（天宝元年）に建立された西安大清真寺の碑文には隋の楊堅の治世である開皇年間（581年から600年）にムスリムが中国を訪れ、イスラームが伝来したという記述があり、遠藤 (1911)や田坂 (1964a)によると、これをもってイスラームの伝来と信じているムスリムも多くいたという。しかし、この年代にはイスラームは誕生しておらず、従ってこれが中国に伝来するということは、金 & 溥 (2015)や田坂 (1964a)によるとありえないことだという。以下には『大明一統志』と西安大清真寺の文章を引用する。
隋開皇中、國人撒哈八撒阿的斡葛思、始傳其教入中国—『大明一統志』外夷・默徳那国
及隋開皇中、其教遂入於中華、流行散漫於天下—西安大清真寺にある「創建清真寺碑」

#### 587年（開皇7年）とする説
587年（開皇7年）にイスラームが伝来したと最初に、かつ最も詳しく述べたのは劉智である。彼は『天方至聖賽録』の587年の部分において中国にイスラームが伝来したと述べている。しかし、劉智は587年の部分でムハンマドが42歳であると述べていたり、ヒジュラが599年に行われたと述べており、年号に多くの誤りが見られる。

### 607年（大業3年）とする説
大同にある敦建清真寺の碑文には607年（大業3年）にイスラームが伝来したと記されているが、この碑文は西安大清真寺にある碑文の内容とほとんど合致しており、模作とされている。また、上記と同じ理由でこの年代にイスラームが伝来するということは考えられない。

### 唐の武徳年間とする説
明末に記された『閩書』（巻七、方域史）には、ムハンマドの4人の弟子が唐の武徳年間（618年から626年）に中国を訪れ、1人目は広州に、2人目は揚州に、3人目と4人目は泉州にイスラームを伝え、中国で死去したという記述がある。この説は唐の中頃に始まったとされている。田坂 (1964a)は、この武徳年間にはイスラームの勢力は微弱で、世界宗教はおろかアラビアの宗教としての地位すら確立しておらず、したがって中国へ宣教する計画がムハンマドにはなかったはずであるとしている。また、この4人の弟子というのも4人いた正統カリフのことだろうとしている。以下に西澤 (1998)に参照されている『閩書』の文章を引用する。
默徳那国有嗎喊叭徳聖人、生隋開皇元年、……門徒有大賢四人、唐武徳中来朝、逐伝教於中国、一賢伝教広州、二賢伝教揚州、三賢四賢伝教泉州—『閩書』巻七、方域史

### 628年（貞観2年）とする説
『回々原来』という本には628年（貞観2年）にイスラームが中国に伝来したと記されている。この貞観2年というのは永徽2年の誤記であるという説がある。また、広州にある懐聖寺の碑文には627年（貞観元年）あるいは628年（貞観2年）にムスリムが広州を訪れ、629年（貞観3年）に同地で死去したという記述があるが、遠藤 (1911)はこれを後世に作られた捏造とし、イスラームは651年に伝来したとしている。しかし、金 & 溥 (2015)において著者の一人である金吉堂は、この628年とする説を主張している。

### 632年（貞観6年）とする説
北京在住のロシア主教であったパラデイゥスが1872年に発見した古代布告には、632年（貞観6年）にムハンマドの一族が3,000人のムスリムを率い、クルアーンを携えて中国を訪れたという記述がある。しかし、632年というのはムハンマドが死去した年であり、このときクルアーンは編纂されていない。

### 651年（永徽2年）とする説
『旧唐書』や『通典』、『冊府元亀』の永徽2年の部分に「乙丑八月大食国始めて使を遣わし朝貢す」という記述がある。第3代正統カリフのウスマーンが派遣した使節がこれにあたるとされている。ただし、金 & 溥 (2015)において溥統先はイスラームと中国の正式な関係が651年に発生したと述べたうえで、当時は交易が盛んだったこともあり、651年より前からムスリムが中国にいただろうとしている。また、長谷部 (2015)は同様の意見を述べたうえで「象徴的、かつ便宜的に651年を伝来の年とする」としている。

## 唐宋代

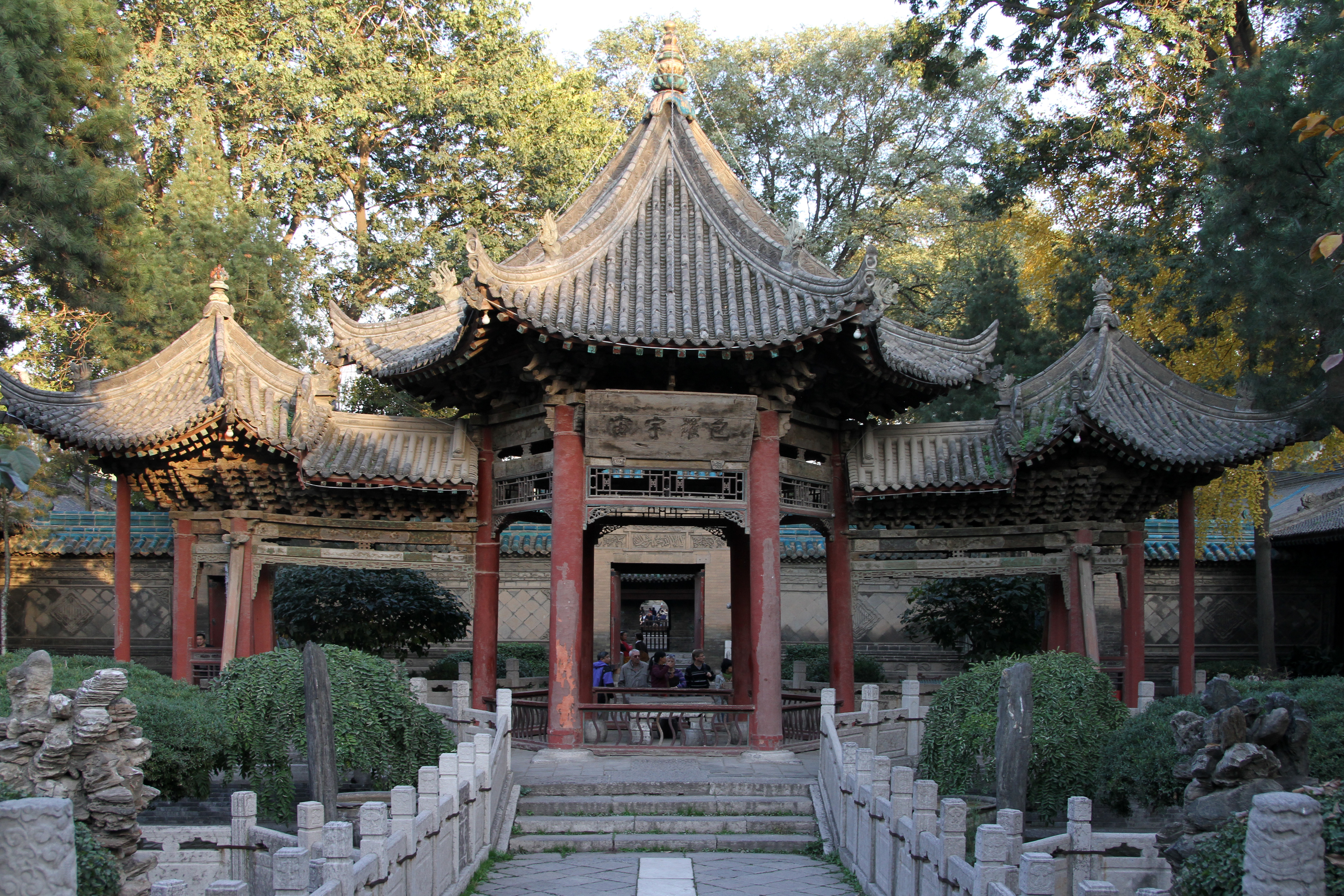
西安にある西安大清真寺。742年に建立され、中国最古のモスクとされている。2012年撮影。

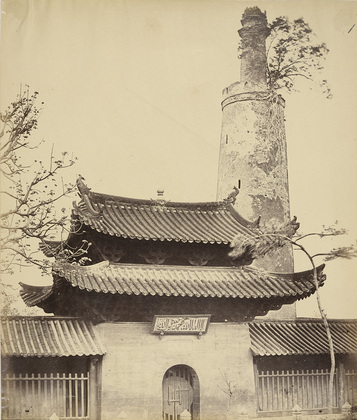
広州にある懐聖寺とそのミナレット。1860年撮影。

10世紀ごろに至るまで、中国を訪れて定住したムスリムは布教活動を行っておらず、陸海を通じたイスラームの影響はムスリム商人の交易活動に付随したものにとどまっており、イスラームは軍事的・経済的影響と共に自然に伝わっていった。また、文化面でも「回回医薬学」と呼ばれるイスラーム医学・薬学がもたらされた。
唐代においてはムスリムは商人として中国を訪れ、東は河南、山西、河北や山東に及んだ。玄宗の時代までは陸路でも「蕃客」や「胡人」と呼ばれたアラブ商人やペルシア商人が中国を訪れていたが、西域との経済的絶交の勅令を発して陸路が遮断されてからは海路が主要な経路となった。唐から北宋の時代にかけて最もムスリム商人の活動が顕著だった広州には数万人のムスリムが住んでいたとされ、大貿易港となった。宋代になっても陸路は遮断されたままだったが海路は繁盛していた。唐宋代のムスリムはこのように商人が多かったため富豪となるものも多く、西安大清真寺をはじめ、広州の懐聖寺や泉州の清浄寺など多くのモスクが建てられた。
当初のムスリム商人たちは冬季に本国へ帰っていたが、次第に永住するものが増え、名前や衣服、飲食は中国化していった。漢人との混血も進み、宋代には「土生蕃客」や「五世蕃客」と呼ばれる中国生まれの蕃客も出てきた。
『唐書』や『旧唐書』などには1日5回の礼拝やラマダン、ハラールや金曜礼拝、そのほかジハードについても正確に記されていたが、これらは単にアラブ人の習慣とみなされており、イスラームは宗教としてみなされていなかった。845年には武帝によって道教が国教化され、仏教やマニ教、ゾロアスター教などの外来宗教は全て首都長安を追放されたが、イスラームは追放されなかった。
751年にはアッバース朝との間でタラス河畔の戦いが行われ、唐朝は大敗したが、これはイスラームの本格的な東進には至らなかった。しかし中央アジアのイスラーム化は進み、中央アジア経由で中国に到達するムスリムが増えた。タラス河畔の戦いの以後、両国は妥協して使者を送り合い、安史の乱が起こった際には唐はアッバース朝に援軍を乞い、1,000人余りの援軍が送られた。彼らは鎮圧後も帰国せず、長安付近に定住した。
北宋の時代に記された『夢渓筆談』に初めて「回回」という名称が用いられた。西遼の時代には「回回」という呼び方は広まっていき、すべてのムスリムを指す名称になった。

## 元代

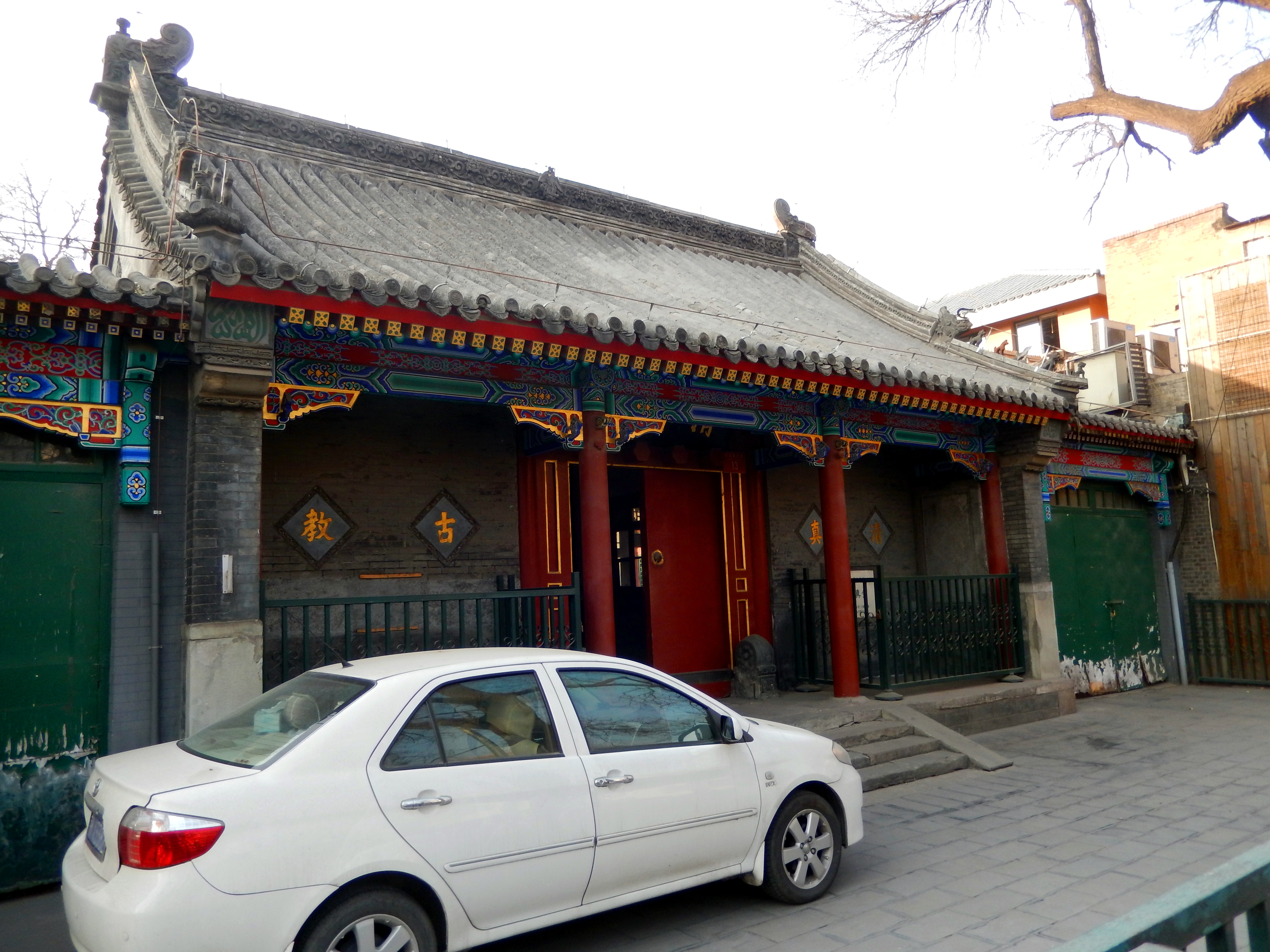
元朝の時代に北京に設立された東四清真寺。2017年撮影。

中国におけるムスリムの勢力は元朝（大元ウルス）の時代に飛躍的に伸長した。チンギス・カンによって中国に連れてこられた技術者や兵士、職人などには多くのムスリムがいた。「回回」と呼ばれた彼らは元朝統治下においてモンゴル人に次いで優位な色目人の地位を与えられ、征服地統治のための長官（ダルガチ）のもとに配属された。唐宋代にはムスリムは長安や商業港に集中していたが、旧西夏国領（タングート）の統治を委ねられていた安西王アナンダが15万の軍勢の大半をイスラームに改宗させたこともあり、元代には甘粛や陝西、雲南などの内陸部も含めた中国全土にムスリムが住むようになった。こうしたことでイスラームは全国的な宗教になり、中国全土に広がったムスリムの様子を評して「回回は天下に遍し」という諺が生まれた。ただし、色目人のような一部の上層を除いた多くのムスリムは農業に従事しており、貧困に追われていた。
軍事面でもムスリムは元朝に貢献した。南宋の襄陽を攻撃した際にはウイグル人の将軍であるエリク・カヤ（阿里海涯）が「回回砲」と呼ばれた大砲の使用を勧めた。クビライはペルシアから回回砲の技術者であるアラー・ウッディーン（阿老瓦丁）とその弟子のイスマーイールを中国に呼び、大都（後の北京）で回回砲を作らせた。回回砲を用いたイスラーム砲兵隊の参加によって襄陽は1年で陥落した
また、元朝はムスリム商人に安全な通商路を提供した。1263年前後、大都には3000世帯ほどのムスリムがおり、ほとんどが富豪だったという。元代の外国商人の中ではムスリムの資本が最も大きく、勢力も最大であった。文化面においては、唐代に伝来した「回回医薬学」がムスリム医師の訪中とともに発達し、イスラーム医学機関も設けられた。イブン・スィーナーに代表される医学書の漢訳も行われた。他にも天文学においてイスラーム数学の知識が活用され、著しい進歩を遂げた。
元代に特権的な地位を得ていた色目人は漢人からの憎悪や反発の対象になり、漢人の文化とは異なるイスラーム的な儀礼や禁忌への蔑視も強まった。中国ムスリム研究会 (2012)は、ここに漢回対立の淵源を見ることが出来るとしている。

## 明代
元朝の後ろ盾を失ったムスリムの権威は失墜し、明朝では抑圧されることとなった。1368年には朱元璋により「復衣冠如唐制」という詔書が交付され、アラビア語やペルシア語などが禁止された。また、1372年にはムスリム同士の結婚を禁じて漢化を進めた。これによって漢語でイスラームを再解釈する傾向が生まれ、海瑞など科挙に合格して官僚となるムスリムも現れた。ムスリムはキリスト教における「教区」にあたる「教坊」制度を創設し、教坊ごとに「経堂教育」が行われるようになった。圧倒的多数の回族はアラビア語やペルシア語の経典を読むのが困難になっており、イスラームを解釈するにあたって「経堂語」と呼ばれる独自の用語や「小児錦（小児経）」と呼ばれる独自の文字を生み出した。ムスリムがアラビア語やペルシア語から漢語を話すことになったことは、張 (1993)では「第二の喪失」とされている。
抑圧されたムスリムのなかには仏教や道教に改宗するものも現れた。明代の後半には今まで見られていたムスリムの大規模移住も次第に減っていき、1557年の事例を最後に途絶えた。以降、清代になっても大規模移住は生じなかった。しかし、ムスリムの数は着実に増え続け、明代のムスリム人口は元代の人口を上回ったとされている。また、明代においてムスリムは文化的、社会的、さらには血縁的にも漢人に近づいて行った。
明朝においてイスラームは一つの宗教として認められていたものの、ムスリムに対する経済的な差別や侮蔑的な行為を契機として「漢回対立」と呼ばれる対立も生じるようになった。

## 明末清初のイスラーム改革
明末清初には中国イスラームに改革がもたらされた。康熙帝によって海禁政策が解かれたことで西方からイスラームの書籍が輸入され、王岱輿や劉智、馬徳新など「回儒」と呼ばれた儒学の知識を持つイスラーム学者の活動が活発になった。このうち王岱輿が代表的著作である『正教真詮』で「清」「浄」「真」という単語を多く使用したことでイスラームを「清真教」と呼ぶようになった。また、下記のように神秘主義が伝来して「門宦」と呼ばれる教派が誕生したことで、今までは特定の名称がついていなかった中国イスラームの最大教派はカディーム派を自称するようになった。

### 神秘主義の伝来
スーフィーの活動は11世紀の南宋の時代にはすでに見られており、元朝の時代には多くのスーフィーが中国を訪れたが、個人的な活動に限られており教派の結成には至っていなかった。海禁政策が解かれたことで東西の交通が再び活発になったことでスーフィーが中国を訪れるようになり、また、マッカ巡礼に赴いた中国のムスリムが神秘主義の思想学説に触れて中国に持ち帰ったことで、神秘主義が中国本土に伝わった。新疆ではイシャーン派が形成され、また、神秘主義の制度と中国西北の封建宗法の家族制度が融合し、フフィーヤやジャフリーヤなどの「門宦」と呼ばれるタリーカが誕生した。

## 清代
清朝になっても明朝と同様にイスラームは一つの宗教として認められており、17世紀までは安定した状況が続いていたが、ムスリムへの干渉や圧迫は次第に強まっていった。また、清朝が行った門戸閉鎖政策は内陸交易や沿海部のムスリムの活動を停滞させ、明代から経済的地位が低下していたムスリムは「窮回」とまで呼ばれた。
ムスリムによる刑事事件は「大清律令」によって裁かれたが、乾隆年間以降は「回民専条」と呼ばれる回民を対象とした条例が制定され、漢族よりも一等重い刑が科されることとなった。

### 清朝の新疆支配
清朝は乾隆帝の時代にジュンガル王国を滅ぼし、中国が初めてムスリムが主流を占める地域を支配することとなった。清朝は新疆を支配するにあたって辮髪を禁じたり、中国本土からの漢人の移民を制限した。ただし、流罪となって新疆に来ることになった漢語ムスリムがおり、現在の新疆に住む回族の源流となっている。新疆に住んでいたテュルク系ムスリムはこうした漢語ムスリムを、「ムスリム」である自分たちと区別して「トゥンガン」や「トゥンガーニー」と呼ぶ傾向があった。
新疆では1760年ごろでは「回法」や「回例」と呼ばれたイスラーム法が適用されていたが、18世紀末には軽微な犯罪は従来通りイスラーム法で裁かれたものの重罪は「大清律令」で裁かれることとなった。
清朝支配下の新疆は安定した状況を保ち、農地は拡大し人口も増加し、清朝の皇帝に信頼を寄せて忠誠をもって恩義に報いるべきだとする者がいた。しかしその一方で異教徒の支配からの脱却を目指す者もおり、シャリーアに基づくジハードを行い異教徒の支配を打倒。「イスラームの家」を実現させようとする運動が起こった。この運動の中核がかつて東トルキスタンを支配していたカシュガル・ホージャ家の子孫であり、1820年代以降、子孫たちは故郷奪還を目指して新疆に侵入した。また、これらのジハードはコーカンド・ハン国など東方貿易の利権拡大を狙った中央アジアのイスラーム諸国も関与しており、清朝はしだいに新疆の政治的・社会的な混乱を収拾できなくなった。
1860年代に起こった新疆での反乱以降、清朝は新疆への漢人の植民やテュルク系ムスリムへの漢語教育を実施し、新疆の中国化を進めた。
その後、中華民国期となった1933年には新疆の最西部で東トルキスタン共和国が成立したが、国民政府軍の攻撃を受け6ヶ月で崩壊した。1945年には新疆の北部でソ連の支援の下、再び東トルキスタン共和国が成立したが、ソ連が支援をやめたため1年後には崩壊し、共産党に服属した。

### ムスリムの反乱
清朝においてムスリムはたびたび反乱を起こした。1853年から続いた漢回対立からくる紛争によって始まり、1856年から1874年にかけて行われた雲南の回民蜂起や、1862年に太平天国の乱を機に陝西でムスリムが蜂起し、それが「ムスリムが皆殺しにされた」というデマや噂とともに波及して甘粛や新疆でも蜂起が起きた。その中でも1864年にテュルク系ムスリムと漢語ムスリムとの連合で始まった新疆の反乱では、イスラーム法で統治される独自政権が発足した。これらの反乱は1870年代には鎮圧されたが、地方のムスリムの生活とイスラーム文化の衰退を導き、ムスリム社会は没落した。この同治の乱では1850年代には170万人いた陝西のムスリムのうちおよそ9割にあたる155万人が、甘粛ではムスリムの5割以上が、それぞれ死亡したり逃亡したりして犠牲になったという。

### ムスリムへのキリスト教宣教
アヘン戦争の結果、清朝は南京条約においてキリスト教の宣教を認めた。1850年代にはハドソン・テーラーによって中国内地会が組織された。当初、内地会の活動は沿海部に留まっていたが、しだいに中国奥地に活動範囲を広げた。その中で宣教師たちはムスリムと接触した。宣教師たちは、仏教や道教といった中国の一通りの宗教や習慣、言語などの訓練は受けていたがムスリムに対する訓練は受けていなかった。しかし、1890年代にはアラビア語訳などの聖書を持ち込んだ。宣教師の報告では中国のムスリムは世界のどの地域のムスリムより福音に近く、友好的であり、非識字者が多く宗教知識にかけておりナショナリズムも強くないとされた。
1906年には宣教師であるサミュエル・ツエマーはアメリカ合衆国のナッシュヴィルにおいて4000人の大学生に対して「ペルシャ、エジプト、アラビアよりも人口が多い中国のムスリムに対する福音化が重要」と説いた。また、世界宣教会議の中国継続委弁会では「ムスリム委員会」が設置され、中国のムスリムへの宣教の重要性が強調された。
イスラームからキリスト教に改宗した者は婚礼や葬式、記念日や埋葬などイスラームの儀礼を全て変えさせられた。

## 清末から民国初期のイスラーム改革
清末に外国勢力が中国へ進出してくると、イスラーム教育の近代化を求める勢力と、アラブでの宗教改革に影響されたイスラーム改革運動勢力が誕生し、それぞれイフワーニー派と西道堂派と呼ばれた。
また、海上交通の発達によりエジプトやトルコへ留学する者やマッカへの巡礼者が増加し、アホンたちは教育制度の革新の必要性を感じた。王浩然を中心とする近代主義派のアホンたちは北京の牛街清真寺内に回教師範学堂を創設した。その翌年には別のアホンたちによって京師公立清真第一両等小学校が創設された。1925年には成達師範学校が創設され、1927年には四川に、1928年には上海に伊斯蘭師範学校が設置された。しかし、これらの学校は成達師範学校を除きほとんどが経済的な理由で中断された。
1912年5月には中国初のイスラーム組織である「中国回教倶進会」が結成された。1924年には上海で中国回教学会が設立され、月刊誌を創刊したりクルアーンの漢訳を行ってムスリムの啓蒙に努めた。
イスラームの近代化は新疆でも起こった。19世紀末にロシアのムスリムの間で始まった「ジャディード運動」と呼ばれるイスラーム改革で始まった「新方式」と呼ばれる教育方式を学んだものを教師として、1907年にはイリなどに学校が開設され、1914年にはオスマン帝国からトルコ人教師が派遣された。しかしこれらの近代化は保守派のムスリムの反対や新疆の省政府主席であった楊増新からの弾圧にあい、1920年代には頓挫した。

### ムスリムの愛国主義
上記の学校教育の誕生でムスリムの間には初めて「国家意識」や「イスラームを振興する中国人」という意識が生まれ、1906年に北京で丁宝臣による命がけで「愛国」をして「中華を守る」ことを国民の使命として掲げた『正宗愛国報』や、1908年の日本に留学したムスリムが結成した留東清真教育会の機関誌である『醒回篇』など愛国的な雑誌が創刊された。なお、留東清真教育会の一部は1905年に結成された中国同盟会に加わり、辛亥革命において大きな役割を果たしたとされている。
孫文は中国のムスリムの愛国主義に関して以下のように語った。
…三民主義は、国内の民族を一律平等の開放に嚮わしめるにある。回族は中国に在りて歴代受けたるところの圧迫は最も甚だしく、苦痛最も多く、しかして革命性もまたまた強かった。ゆえに今後は宜しく回民の喚起に従事市民族解放の革命運動に加入せしむべきである。回族は勇敢に向うを以て犠牲を恐れざるは世に著名なれば、いやしくも能く回民の覚悟を喚起すれば、まさに革命の前途をして、一つの絶大の保証を得せしめる。…—孫文

## 中華民国

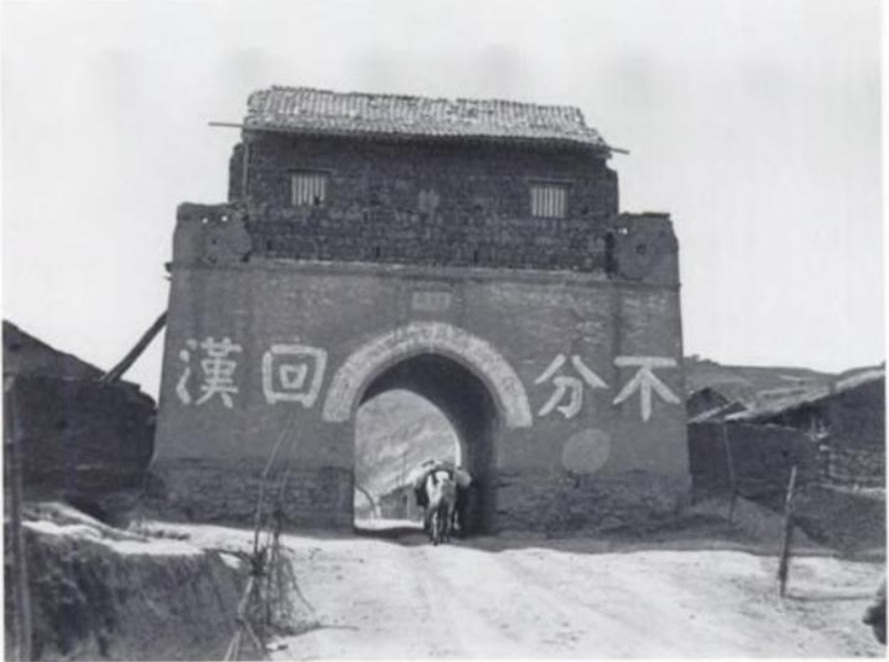
「不分回漢」と書かれた甘粛の城門。民国期撮影。

辛亥革命ののち中華民国が誕生した。中華民国では「漢・満・蒙・回・蔵」による五族協和が掲げられた。独自の民族とされた「回」には漢語系のムスリムや新疆に住んでいたテュルク系のムスリムなどが包括された。これらを区別する際、漢語ムスリムは「漢回」と、テュルク系ムスリムは頭を布で巻いているという意で「纏頭回」や「纏回」と呼ばれた。清代に設けられた「回民専条」といった差別的な立法はなくなり、ムスリムは「回民」として法的には完全に平等な地位を得た。しかし、政府は積極的な政策をとらなかったため社会的差別や貧困状態は残った。

### 回民軍閥
清朝の時代から寧夏や甘粛、青海などの地域では「馬」という姓をもったムスリムの軍事勢力の影響力が増大していた。中華民国期の1928年以降は蒋介石の国民政府と連携して西北部の近代化を進め、中華民国としての国家統一を目指した。こうした回民軍閥はイスラームの宗教的な権威を取り込んでムスリム社会への影響力を強めており、中華人民共和国が成立する1949年まで中国西北部において影響力を及ぼした。

### 南華文芸・北新書局事件

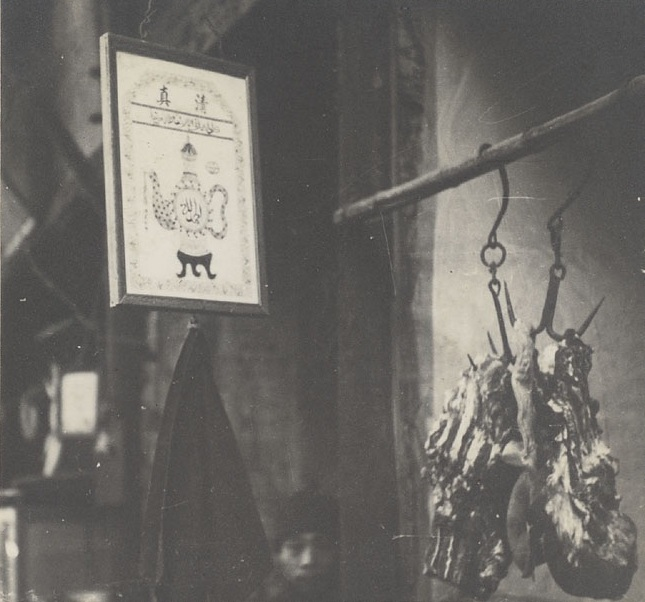
漢口（現在の武漢）の清真料理店。1935年撮影。

1932年、上海の文芸雑誌である『南華文芸』に「回教徒はなぜ豚肉を食べないか」というエッセイが掲載された。文章全体は漢回対立を憂慮する内容であったが、回民蔑視の例として挙げられた「ムスリムが豚肉を食べないのは祖先が豚だからである」という内容の説話がムスリムの怒りを買った。上海のムスリムは「全体回教徒大会」を開いて対応を協議し、陳謝や在庫の焼却処分などを求めた。『南華文芸』はこれに応じ、上海のムスリムもこれに満足したためそのまま鎮静化しようとしていたが、北京のムスリムはこれに満足せず、中国回教倶進会と北京回民公会が「華北回民護教団」を結成し、北京で5,000人規模のデモを行った後に南京の政府に対しての請願団を派遣した。請願団が南京に到着した当日、上海の出版社である「北新書局」が出版した『小猪八戒』に激怒した数十人のムスリムが北新書局の営業部を襲撃した。請願団と中華民国政府は協議の末、回民を重んじて宗教を擁護する旨の通例の発布、『南華文芸』の停刊と北新書局の閉鎖、また、主要都市の新聞各紙に謝罪文を掲載させ、教科書における「イスラームは武力で広まった暴力的な宗教」という偏見の取り締まりで合意した。これらの合意は国民党・国民政府としては最大限の譲歩と配慮であった。この一連の抗議活動の中で北京や南京をはじめ、中国西北のムスリム軍人や新疆のウイグル人など、中国各地のムスリムが交流し、南京では統一組織の設立も協議された。この事件はムスリムの間では「華南護教案」と呼ばれている。その後、1933年には北京の『世界日報』と『公民報』という新聞がウイグル人のイスラームに基づく習慣を侮辱する内容の文章を掲載したが、両方とも停刊が命じられた。

### 日本による回教工作

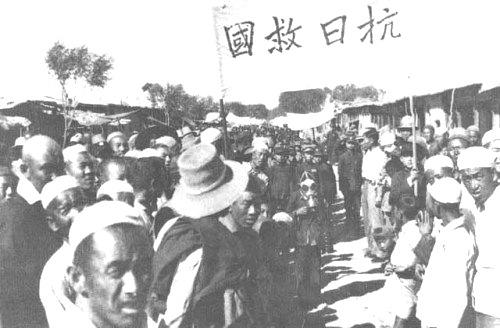
「抗日救国」と書かれた旗を掲げる国民革命軍のムスリム兵士。1930年代撮影。

1920年代ごろから日本において満州や内モンゴルの権益の確保やソ連との対決を見据えてムスリムを味方につけることを目標として陸軍や外務省、満州鉄道調査部による調査活動が活発になった。また、何人もの日本人活動家が中国のムスリム社会に入り込んで工作活動を行った。
1937年の盧溝橋事件の直後には天津回教会と北京回教会が設立され、同年の冬には清真寺で日の丸や「イスラム教徒同胞に告ぐ」という文書が入った袋が撒かれた。1938年2月7日には中国回教総聯合会の結成式が挙行され、日本の軍司令部や憲兵隊の代表が出席した。そのほか、日本軍はムスリムの訪日視察団を派遣したり回民青年学校や回民小学校などを運営したほか、ムスリムの貿易商を宿泊させる回民会館を運営し、日本語教員の育成を行った。
1938年6月には回教総聯合会に対抗するかたちで南京政府によって「国民政府の擁護、三民主義に適応した行動の促進、イスラームの発揚、ムスリム同胞の団結、抗戦建国に対する協力」を宗旨として掲げる中国回民救国協会が組織され、中国全土のムスリムの統一や彼らの抗日戦争への参加、ムスリムと漢族の不平等関係の撤廃を声明した。また、東南アジアや中東に赴いてアラビア語での抗日宣伝活動を行った。
日中戦争下では「愛国愛教」というスローガンは国民政府側の中国ムスリムたちのあいだに定着し、クルアーンの第2章190節や第194節に基づいて神の意志に適うものとして抗戦が行われた。しかし、日本からの経済的な支援を引き出すために日本側につき、積極的に回教工作に協力していたムスリムもいた。1938年末、こうした親日派のムスリムがマッカ巡礼に向かった際には抗日派のムスリムもそれを追いかけ、親日派を監視するとともに日本との関係を断つように迫ったという。
結局、日本の回教工作は支持を得られず、戦局の悪化から1941年以降は縮小の一途をたどった。日本の撤退後、親日派のムスリムは糾弾され、なかには死刑に処されたものもいた。

### 民国期における中国共産党のイスラーム政策
1936年に長征を行っていた中国共産党の紅軍は同心県に到着した。紅軍は地元のムスリムと代表大会を行い、同年10月20日に同心清真大寺に集まった300人ほどの回族で「豫海県回民自治政府」が設立された。自治政府では紅軍の主張が宣伝され、地主の土地を分配した。また、中国共産党の印とアラビア文字・漢字を彫った印鑑が作られた。しかし同年の12月13日に紅軍は同心県を離れた後に自治政府は攻撃を受け地下活動に移った。
抗日戦争を進める上で中国西北部に住むムスリムの戦略的重要性に着目した中国共産党は1941年に『回回民族問題』という本を出版した。このなかで共産党は回族が受けていた差別や圧迫を階級闘争として解釈し、清朝で起こったムスリムの反乱は「残酷な階級圧迫と民族圧迫」によって起こったとした。そして漢語話者のムスリムを単一民族として認定した。
日本による侵略が拡大すると河北省出身のムスリムである馬本斎によってムスリムからなる抗日部隊が組織された。この部隊は1937年ごろに共産党の指揮下に属し、「回民支隊」として八路軍に組み入れられた。1944年までに回民支隊が参加した戦闘は870回に上ったとされている。馬本斎は1944年に病死したが、死去した際には毛沢東や周恩来、朱徳が弔辞を述べた。

## 中華人民共和国
1949年に中華人民共和国が成立すると、漢語ムスリムは回族という少数民族としての地位を与えられ、新疆ウイグル自治区や寧夏回族自治区などが相次いで成立した。この自治区や自治州、自治県では文字通りの自治は行われなかったが、優遇措置が取られることとなった。国民政府を支持していた回民軍閥やムスリムの知識層は国民政府と共に台湾へ渡った。
1953年5月、北京で全国的なイスラーム協会である中国伊斯蘭教協会が発足した。その後、各地に地方レベルのイスラーム協会が相次いで設立された。これらの協会の任務としてはイスラームの教務活動や教育、人材育成、マッカ巡礼のための組織化などが挙げられる。
1955年にはバンドン会議で周恩来がサウジアラビアのファイサル首相にマッカの巡礼ビザの申し入れをしたことで集団巡礼が実現した。また、同年には中国伊斯蘭教協会によって北京に中国伊斯蘭教経学院が創設された。
1956年7月、国務院は「関於伊斯蘭教名称問題的通知」（イスラームの名称問題に関する通知）を発表し、「イスラームは国際性を有する宗教であり、イスラームという名称は国際社会で通用する名称である。今後イスラームについて『回教』という名称を使用してはならず、『イスラーム』と称するべきである」とした。

### 反右派闘争・文化大革命
1958年にジャフリーヤの教主だった馬震武が、400人ほどの全国各地のムスリム代表が集まった座談会で極右分子として公職追放された。これをきっかけに民衆の宗教活動が停止され、モスクは破壊された。こうした動きに対して東郷族のムスリムは反乱を起こし、多くの犠牲者を生んだ。しかし、その一方で回族集中地域では義務教育が実現され、衣服や筆、紙などが無償で提供された。1966年からは文化大革命が始まった。都市でのイスラームの活動はムスリムの子供や若い回族によって強制停止させられ、モスクは閉鎖された後に工場として転用されたり、民衆によって破壊された。イスラーム的な出版物は全て停止され、中国伊斯蘭教協会も活動を停止した。他にも宗教を罪名としてムスリムを逮捕したり、養豚を強制されたムスリムもいた。また、1975年には人民解放軍が回族の村を取り囲んで発砲し、900人以上が殺害された沙甸事件が起こった。

### 改革・開放政策
1982年には「我が国の社会主義時期の宗教問題に関する基本観点及び基本政策」が示され、信仰の自由の保障と尊重が国家の基本方針となった。同年にはハッジやウムラが許可された。また、文化大革命中に閉鎖されたモスクなどの宗教建築は政府資金により再建され、広州や泉州などの歴史あるモスクは「文物保護単位」として保護された。また、北京や銀川、蘭州やウルムチには伊斯蘭教経学院が設立された。他にも、アホンには政府から給料が与えられることとなった。1990年代には私営のアラビア語学校も開かれ、独自のルートでマッカ巡礼をするものも現れた。
その一方で、許可を受けていないモスクが増加し、私的な宗教学校が広がりを見せるようになると中国政府は宗教活動の統制を行うようになり、モスクや宗教指導者は登録制となった。
1989年の天安門事件の直前には上海文芸出版社が出版した書籍が食生活や習慣にまつわるイスラームへの侮蔑的な内容だったため、北京ではムスリムの学生を中心とする3,000人のデモが行われ、蘭州では2万人が、西寧では10万人がデモに参加した。他にもウルムチや上海、内モンゴルや武漢でも小規模な抗議活動が起きた。これを受けて政府は該当書を販売禁止にし、一部は焼き捨てて出版社を閉鎖させた。また、抗議活動のなかで一部のムスリムにより行われた破壊行動にたいしても寛大な処置がとられた。

### 現在まで

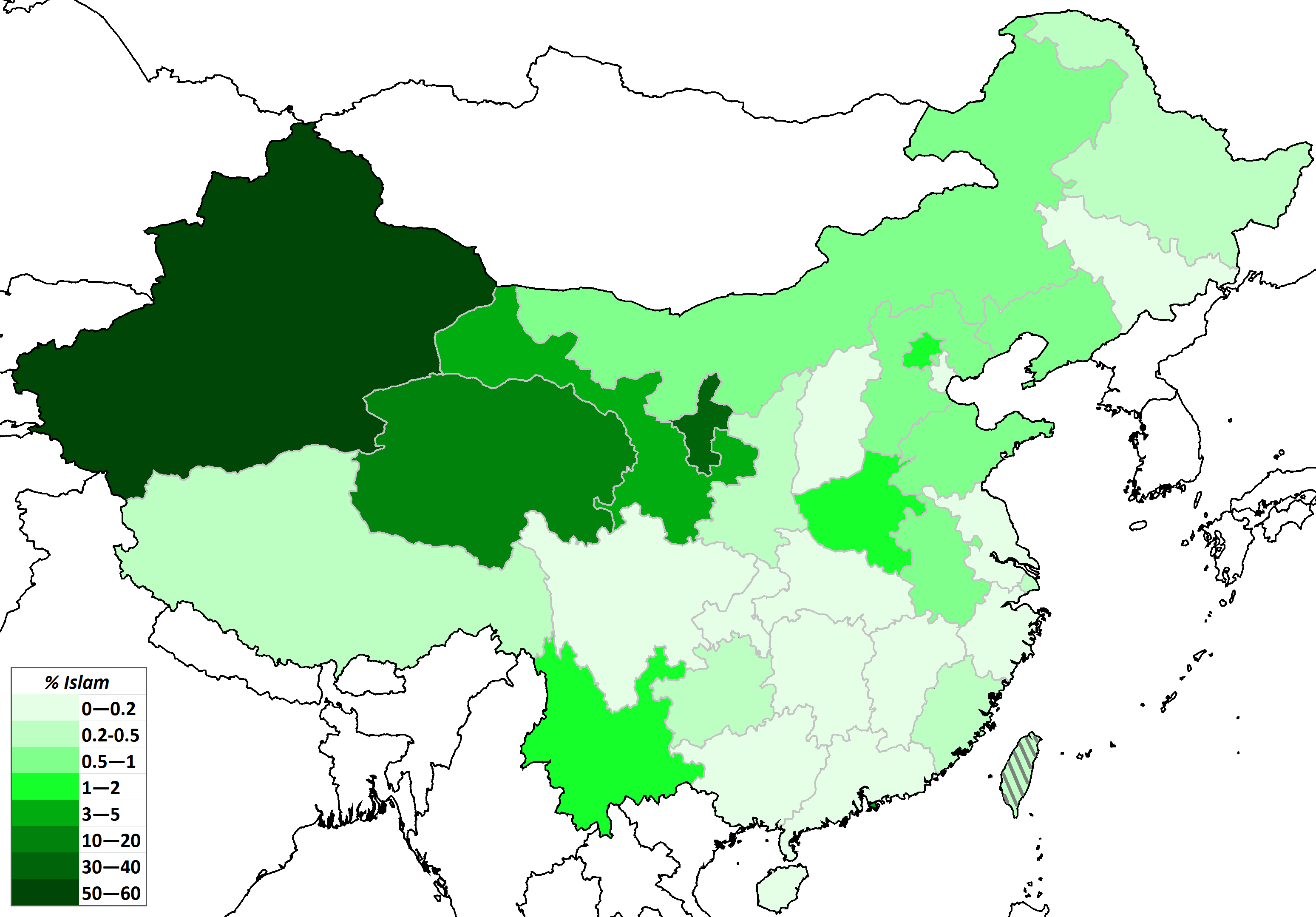
2010年の調査に基づく中国の各省におけるムスリムの割合。

20世紀後半から21世紀に入ると新疆出身のウイグル族を主とするテュルク系のムスリムは中国政府に対して分離独立運動を開始し、1997年には新疆ウイグル自治区の伊寧で中華人民共和国建国以来最大規模と伝えられる暴動が発生した。また、2009年にはウルムチにおいてウルムチ騒乱が発生した。他にもテュルク系ムスリムは2013年の天安門広場自動車突入事件や2014年昆明駅暴力テロ事件などの無差別殺傷事件を引き起こした。また、同じくテュルク系ムスリムがISやアルカイダといった勢力と共闘しているという報道がなされたこともあり、中国国内ではイスラームやムスリムに対する警戒心が高まった。
澤井 (2019)によると、上記のようなことを要因として2016年頃から中国国内ではムスリムに対する風当たりが非常に強くなっているという。中国のインターネット上では「穆黒」と呼ばれるネチズンによって「イスラームを信じる回族やウイグル族は危険」といった誹謗中傷やヘイトスピーチが行われている他、学術界でもムスリムに対する嫌悪が広がっており、澤井 (2019)は中国国内でイスラモフォビアが蔓延しているとしている。2016年には中国政府は「宗教中国化」という政策を開始した。これによってモスクのアラブ風ドームが撤去される事例などがあった。2017年ごろからは新疆ウイグル自治区で多くのテュルク系ムスリムが強制収容所に拘束されているという報道がなされるようになった。また、テュルク系ムスリムへの漢化政策が強行されているという報道もなされ、世界的な関心を集めた。